# Zhouxiang (köpinghuvudort i Kina, Jiangsu Sheng, lat 33,01, long 119,57)
Zhouxiang är en köpinghuvudort i Kina. Den ligger i provinsen Jiangsu, i den östra delen av landet, omkring 130 kilometer nordost om provinshuvudstaden Nanjing. Antalet invånare är 24 062. Befolkningen består av 12 762 kvinnor och 11 300 män. Barn under 15 år utgör 11,0 %, vuxna 15-64 år 70 %, och äldre över 65 år 17,0 %.
Runt Zhouxiang är det tätbefolkat, med 511 invånare per kvadratkilometer. Närmaste större samhälle är Wangying, 5,6 km nordväst om Zhouxiang. I omgivningarna runt Zhouxiang växer i huvudsak barrskog.
Genomsnittlig årsnederbörd är 1 119 millimeter. Den regnigaste månaden är juli, med i genomsnitt 254 mm nederbörd, och den torraste är januari, med 28 mm nederbörd.